# Francisco Rodrigues Lima
Francisco Rodrigues Lima (1874 — 1914) foi um militar e político brasileiro.
Durante a Revolução Federalista, comandou a divisão do norte. No Combate dos Três Passos foi derrotado pelo general Prestes Guimarães
Foi eleito  deputado estadual, à 24ª Legislatura da Assembleia Legislativa do Rio Grande do Sul, de 1901 a 1904.